# Кировский район (Восточно-Казахстанская область)
Ки́ровский райо́н — административно-территориальная единица в составе Восточно-Казахстанской области, существовавшая в 1928—1963 годах.

## История
Усть-Каменогорский район Семипалатинского округа с центром в городе Усть-Каменогорск был образован 17 января 1928 года из Колбинской, Ленинской, Ново-Усть-Каменогорской, частей Предгорненской, Пролетарской, Советской, Тарханской волостей Усть-Каменогорского уезда Семипалатинской губернии (утверждено ВЦИК 3 сентября 1928 года). Сельсоветы — Аблакетский, Ленинский, Никитинский, Новобратский, Новотроицкий, Скалистый.
17 декабря 1930 года на основании постановления ВЦИК от 23 июля 1930 года окружное деление в Казахской АССР было ликвидировано, Усть-Каменогорский район перешёл непосредственно в республиканское подчинение.
Постановлением Президиума ЦИК Казахской АССР от 11 сентября 1931 года в состав района переданы из Риддерского района Глубоковский и Черногорский сельсоветы, из Шемонаихинского района — Березовский, Красноярский, Ленинский и Таврический сельсоветы. Из состава района выделены в состав Уланского района Новобратский и Скалистый сельсоветы, в состав Зыряновского района — Кондратьевский, Мироновский, Мякотинский, Попереченский и Усть-Бухтарминский сельсоветы.
Постановлением Президиума ЦИК Казахской АССР от 11 ноября 1931 года утверждён проект низового районирования. В Усть Каменогорском районе утверждены сельсоветы: Аблакетский, Белоусовский, Берёзовский, Бобровский, Верх-Ульбинский, Глубоковский, Горноульбинский, Горный, Донской, Заульбинский, Каменский, Красноиртышский, Красноярский, Ново-Усть-Каменогорский, Прапорщиковский, Пролетарский, Северный, Таврический, Тарханский, Украинский, Чистопольский.
20 февраля 1932 года район вошёл в состав вновь образованной Восточно-Казахстанской области.
Постановлением Президиума ЦИК Казахской АССР от 11 апреля 1932 года в состав района добавлены следующие сельсоветы: Александровский, Бутаковский, Быструхинский, Малоубинский, Орловский, Секисовский и Черемшанский. Не числятся в составе района Донской и Каменский сельсоветы.
Постановлением ЦИК Казахской АССР от 13 августа 1934 года из состава района в состав Риддерского горсовета переданы Бутаковский и Черемшанский сельсоветы.
Постановлением ЦИК Казахской АССР от 19 декабря 1934 года Усть-Каменогорский район переименован в Кировский.
Постановлением Восточно-Казахстанского облисполкома от 24 февраля 1935 года переданы в состав Бухтарминского района Северный и Чистопольский сельсоветы, в состав Предгорненского района — Березовский, Глубоковский, Красноярский, Пролетарский и Таврический сельсоветы. В составе района значилось 13 сельсоветов: Белоусовский, Бобровский, Быструхинский, Верхне-Ульбинский, Горно-Ульбинский, Заульбинский, Малоубинский, Ново-Усть-Каменогорский, Прапорщиковский, Секисовский, Тарханский, Украинский и Ушбулакский.
Указом Президиума Верховного Совета Казахской ССР от 16 октября 1939 года район разукрупнён: в состав вновь образованного Таврического района переданы сельсоветы Украинский и Ушбулакский, в состав вновь образованного Верх-Убинского района переданы Куйбышевский, Малоубинский и Секисовский сельсоветы.
Указом Президиума Верховного Совета Казахской ССР от 9 мая 1940 года центр района перенесён из села Заульбинка в посёлок Защита.
Указом Президиума Верховного Совета Казахской ССР от 13 августа 1954 года упразднены Бутаковский и Заульбинский сельсоветы.
11 июня 1959 года к Кировскому району были присоединены Молоубинский, Куйбышевский и Секисовский сельсоветы упразднённого Верх-Убинского района.
Указом Президиума Верховного Совета Казахской ССР от 12 октября 1959 года центром района вновь установлен город Усть-Каменогорск.
Указом Президиума Верховного Совета Казахской ССР от 29 мая 1962 года в состав района передан Северный сельсовет упразднённого Бухтарминского района.
Указом Президиума Верховного Совета Казахской ССР от 19 ноября 1962 года исключены из черты города Усть-Каменогорск и переданы в состав вновь образованного Ушановского сельсовета Кировского района населённые пункты Басова заимка, Степной и Ушаново.
Указом Президиума Верховного Совета Казахской ССР от 2 января 1963 года Кировский район упразднён. Его территория была распределена следующим образом: в Шемонаихинский район вошли сельсоветы — Белокаменский, Бобровский, Горноульбинский, Кировский, Куйбышевский, Малоубинский, Северный, Секисовский, Тарханский, Ушановский и Черемшанский, в Таврический район — Ново-Усть-Каменогорский сельсовет, в Глубоковский промышленный район — посёлки Белоусовка и Пахотный.